# Willem Jacob Rozendaal
Willem Jacob Rozendaal (Scherpenzeel, 14 december 1899 – Wassenaar, 19 april 1971) was een Nederlands graficus, ontwerper en docent.

## Levensloop
Rozendaal werkte van 1916-1924 op glas-in-loodateliers, o.a. in Den Haag, Haarlem, Dordrecht, Utrecht en Rotterdam. In dezelfde periode volgde hij enige lessen aan academies in Den Haag en Rotterdam. Zijn eerste houtsneden dateren van 1921. Omstreeks 1921-1923 tekende en schilderde hij (kinder)portretten, min of meer in de trant van Toorop en Konijnenburg. In 1922 exposeerde hij voor het eerst bij de Rotterdamse kunstenaarsvereniging De Branding. In 1924 trouwde hij met Maria Magdalena (Mies) Sybenga (1890-1964). In 1926 kregen zij een dochter, Vera Gezina. Dit huwelijk werd in 1932 ontbonden. Eveneens in 1924 verhuisde hij naar Maastricht, waar hij van 1924-1930 werkte voor De Sphinx en later voor De Kristalunie als ontwerper van glas- en aardewerk. Zijn meer 'vrijere' werk, vanaf 1926 vooral ex-librissen, kwam tot stand in zijn vrije tijd. Voor de uitgeverijen Boosten & Stols, W. Salm, Nijpels en de Wereldbibliotheek ontwierp hij boekbanden en hij ontwierp het omslag voor het blad Wendingen no. 3 uit 1930.
Eind 1933 verhuisde hij naar Den Haag. In 1937 aanvaardde hij een aanstelling als docent aan de Koninklijke Academie van Beeldende Kunsten. Met onder anderen Han van Dam, Paul Citroen, Rein Draijer en Willem Schrofer zorgde hij voor een vooruitstrevend klimaat. In 1943 trouwde hij met een van zijn leerlingen, Petronella Alida van Leeuwen, met wie hij een dochter en een zoon kreeg. In zijn Haagse periode (later Wassenaar) legde hij zich vooral toe op kleurendruk en veranderde zijn stijl in een meer expressieve vormgeving. Het werk van Willem Jacob Rozendaal wordt gerekend tot de Nieuwe Haagse School. Tot op heden leeft zijn faam voort in oud-leerlingen als Wil Bouthoorn, Jenny Dalenoord, Ootje Oxenaar, Toon Wegner en Co Westerik.

### Chronologie
| 1926-1936 | Veel gelegenheidsgrafiek. Sinds de oprichting in 1932 meestal in samenwerking met of in opdracht van de Nederlandsche Ex-Libris Kring.                   |
| 1928-1933 | Ontwerper voor de Kristalunie te Maastricht. Leiding bij vormgeving, ook bedrijfstechnisch werkzaam. Hij verzorgde de typografie van de catalogi.        |
| 1929-1930 | Medewerker van architect H.Th. Wijdeveld bij de uitvoering van het Nederlandse Paviljoen op de wereldtentoonstelling te Antwerpen.                       |
| 1933-1934 | Werkzaam te Den Haag. Gaat weer schilderen. |
| 1936-1952 | Schilderijen, portret, naakt, stillevens, bloemen. |
| 1937-1960 | Docent aan de Koninklijke Academie van Beeldende Kunsten te Den Haag.                                                                                    |
| 1938      | Autoreis van bijna 5 maanden van Den Haag naar Midden-Afrika (Niamey aan de Niger).                                                                      |
| 1943      | Trouwt 2e Petronella Alida (Petra) van Leeuwen. |
| 1943      | Eerste kleurdrukken (hout-, lino- of kartonsneden). |
| 1943-1951 | Werkzaam te Delft. Illustreert gedurende de oorlog enige clandestiene uitgaven.                                                                          |
| 1944-1951 | Houtsneden, naakt portret, dieren. |
| 1948-1957 | Boekillustraties Stichting de Roos. |
| 1951      | Werkzaam te Wassenaar. Woont in een door hem zelf ontworpen woning. Eerste kleurdrukken volgens eigen procedé (combinatie van hoog-, diep- en vlakdruk). |
| 1953      | Materiaalprijs van de Jacob Marisstichting. |
| 1954      | Vier glas-in-loodramen voor de huishoudschool te Delft.                                                                                                  |
| 1955      | Materiaalprijs van de Jacob Marisstichting. Sierbeton, leisteenmozaik en chromolithpleisterwerk voor het Grotius Lyceum te Den Haag.                     |
| 1957      | Twee mozaïeken in terrazo-cloisonné voor een bejaardentehuis te Vlissingen.                                                                              |
| 1959      | Ere-tentoonstelling ter bekroning van het gehele oeuvre Gemeentemuseum Den Haag aangeboden door de Jacob Marisstichting.                                 |
| 1960-1967 | Kinderboekillustraties van Goor's Uitgeverij en Malmberg.                                                                                                |

## Leerlingen
Tom van As, Herman Berserik, Wil Bouthoorn, Hugo Brouwer, Jenny Dalenoord, Margreet van Dulmen, Hans van Efferen, Madeleine Gans, Jaap Groen, Hubert Herberghs, Cootje Horst, Hens de Jong, Henriëtte Elizabeth Krever-Hoppen, Jan Kuiper (1928), Dirk Landsman, Hendrik Oostenbrink, Ootje Oxenaar, Lucia Steinbach, Toon Wegner, Co Westerik.

## Nalatenschap
Ontwerpen van Willem Jacob Rozendaal bevinden zich in een groot aantal musea en particuliere collecties in Nederland en daarbuiten, waaronder de Koninklijke Bibliotheek in Den Haag, het Nationaal Glasmuseum in Leerdam, Museum Rotterdam, de Collectie Gelderland, het Bonnefantenmuseum en Centre Céramique in Maastricht, het Discovery Center Continium in Kerkrade en het Kunst- und Kulturarchiv Düsseldorf.

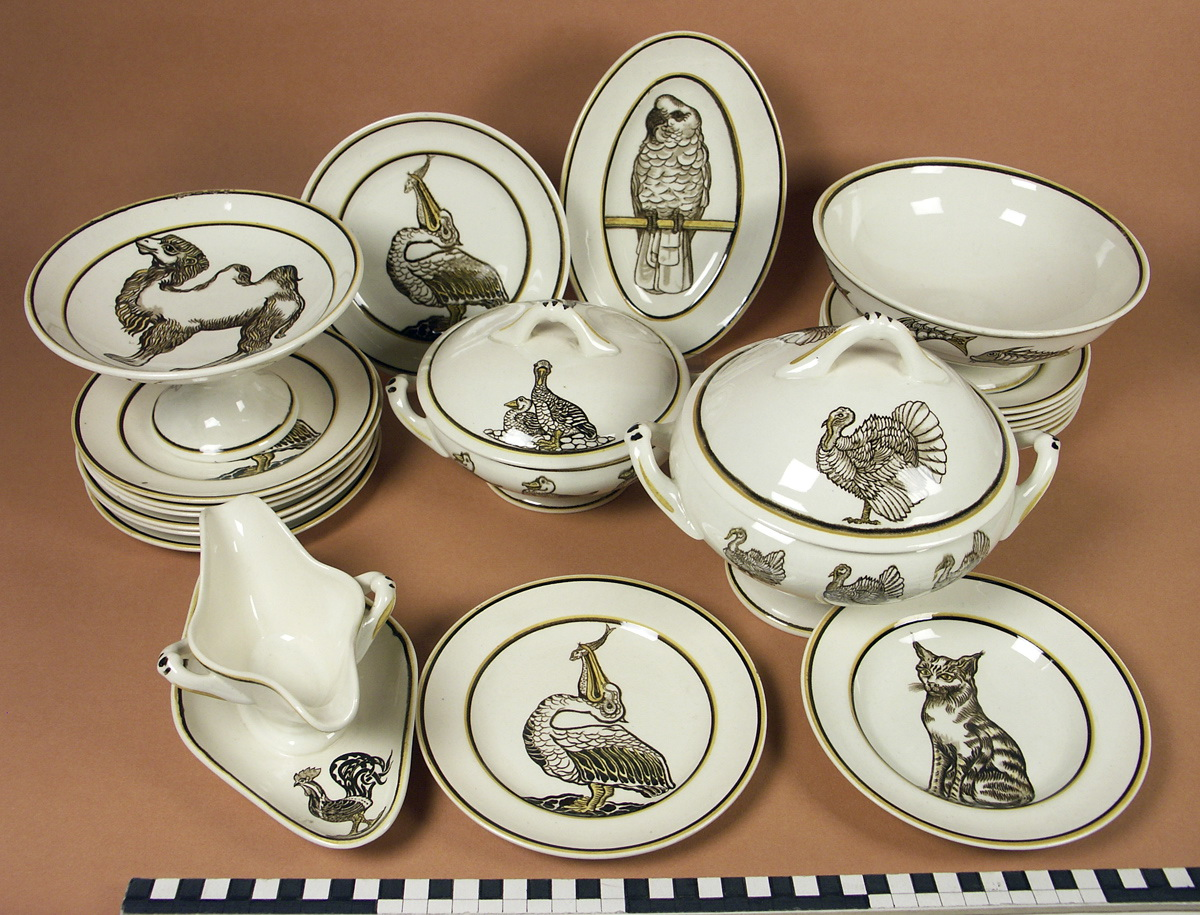
Kinderservies "Artis" (1926), Deventer Musea
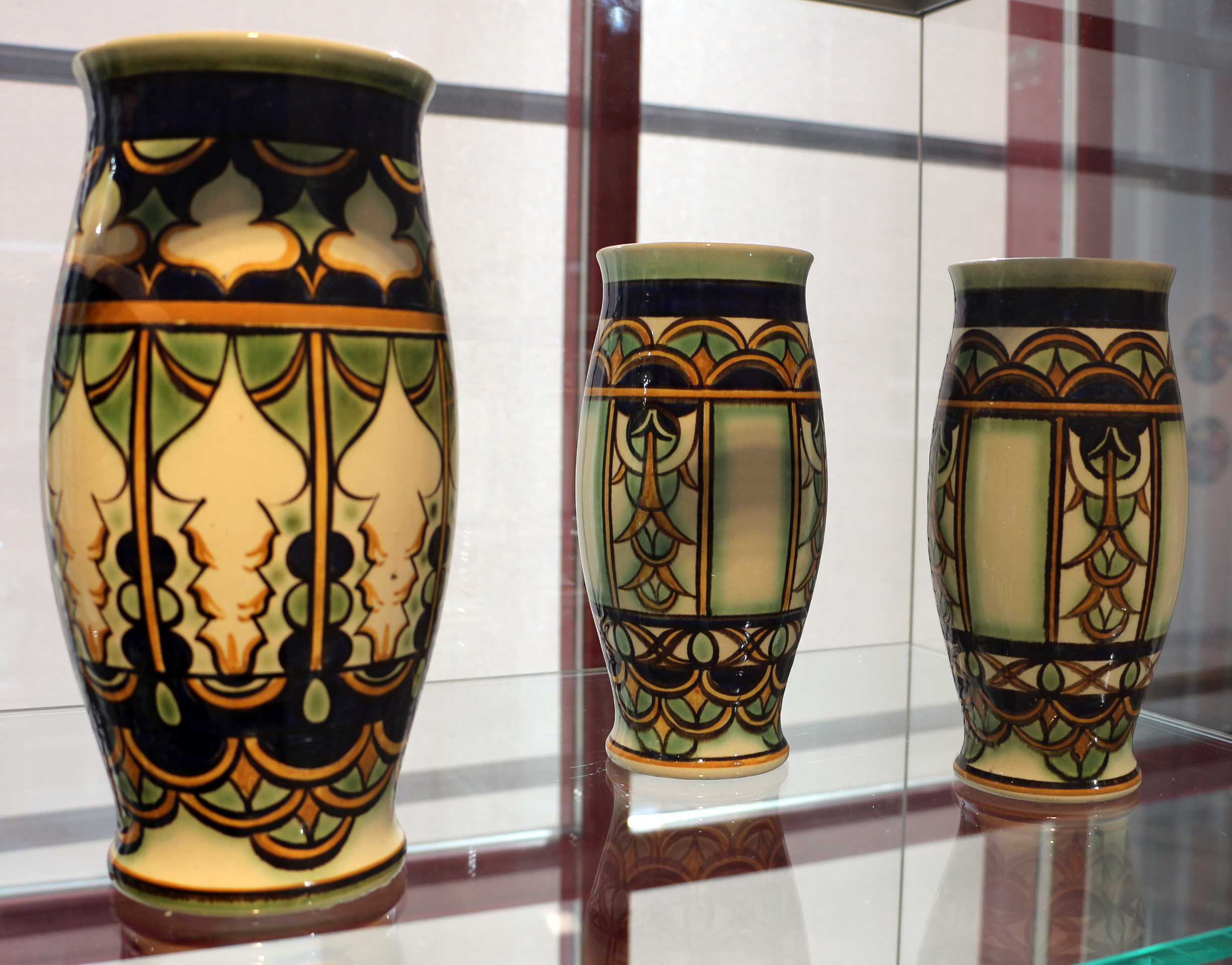
Vazen (1924-27), Bonnefantenmuseum, Maastricht
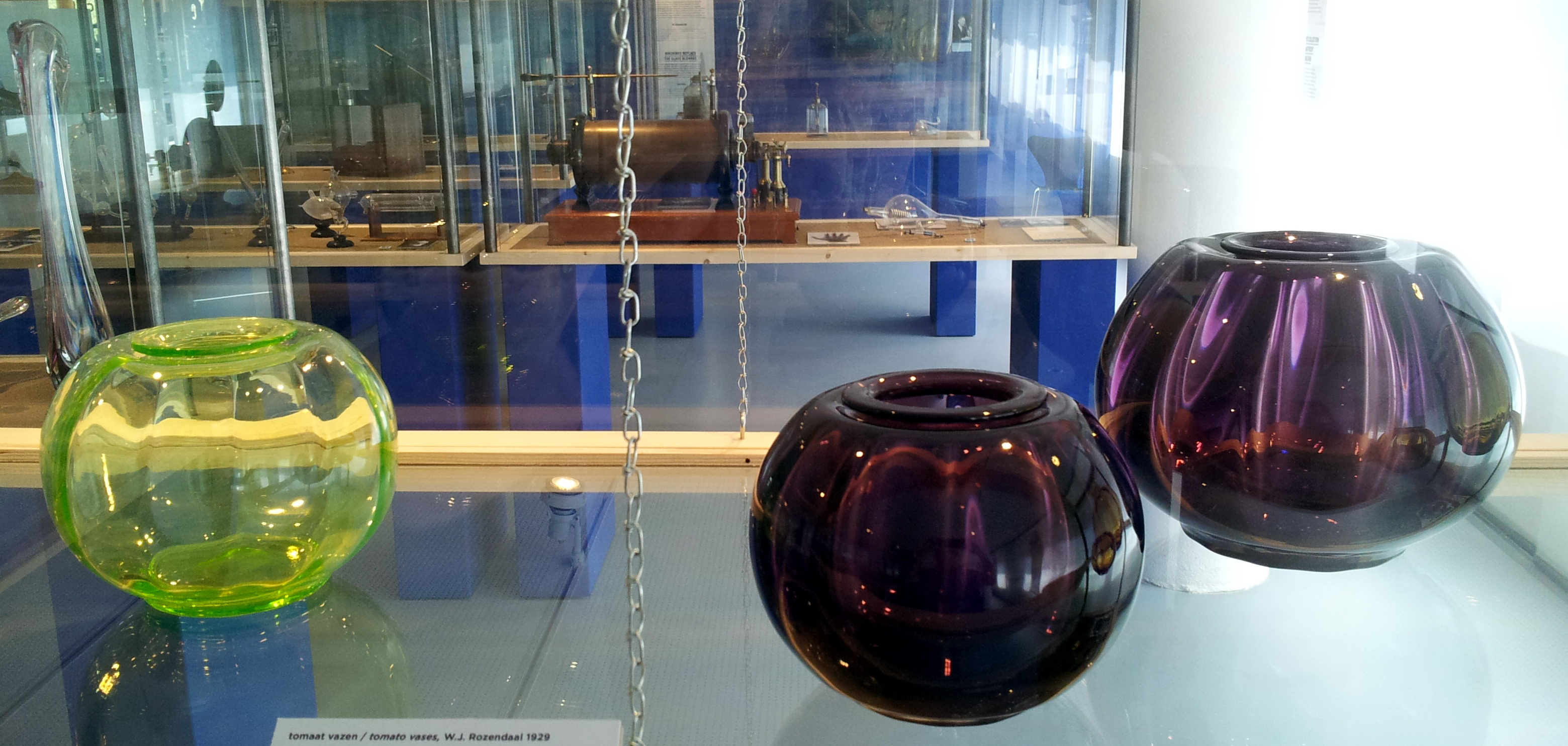
Tomaatvazen (1929), Centre Céramique, Maastricht
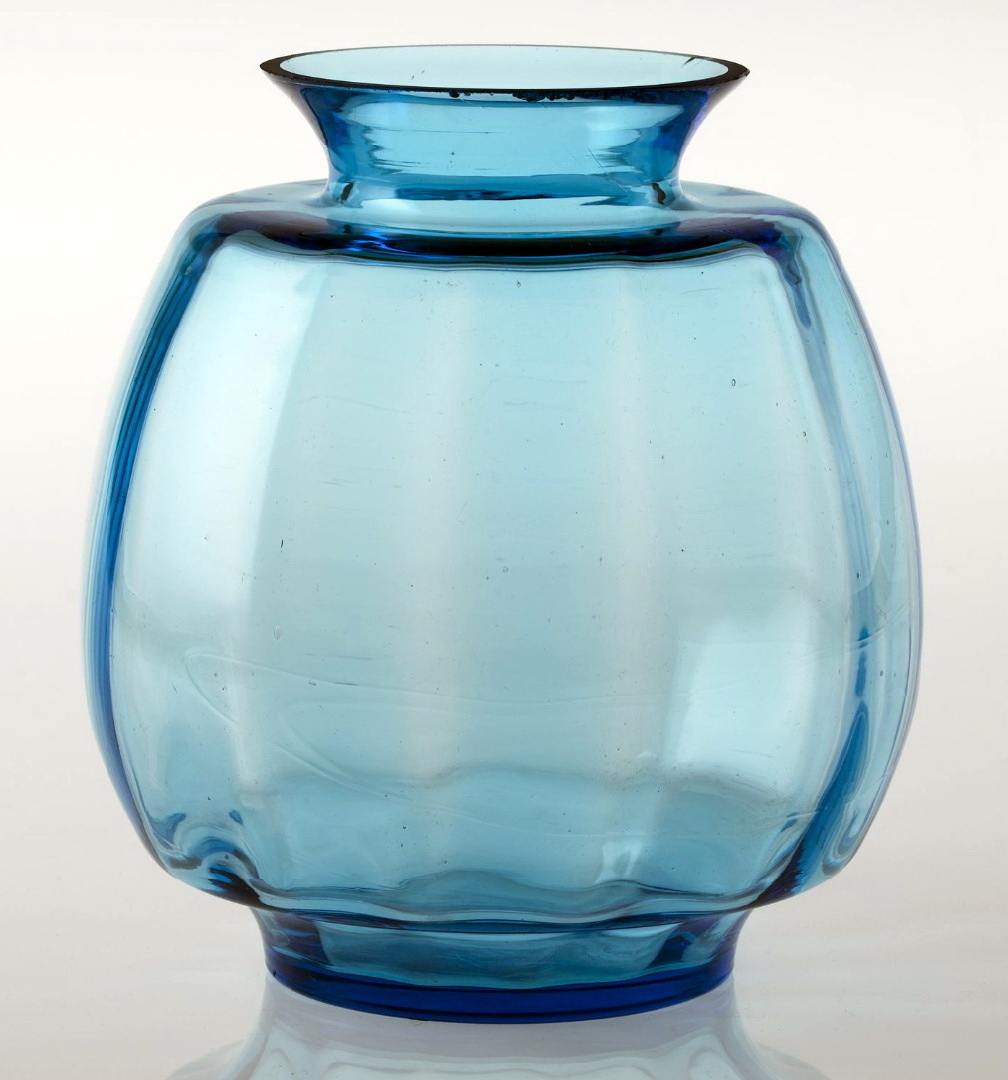
Glasservies "Algol" (1933), Nationaal Glasmuseum, Leerdam
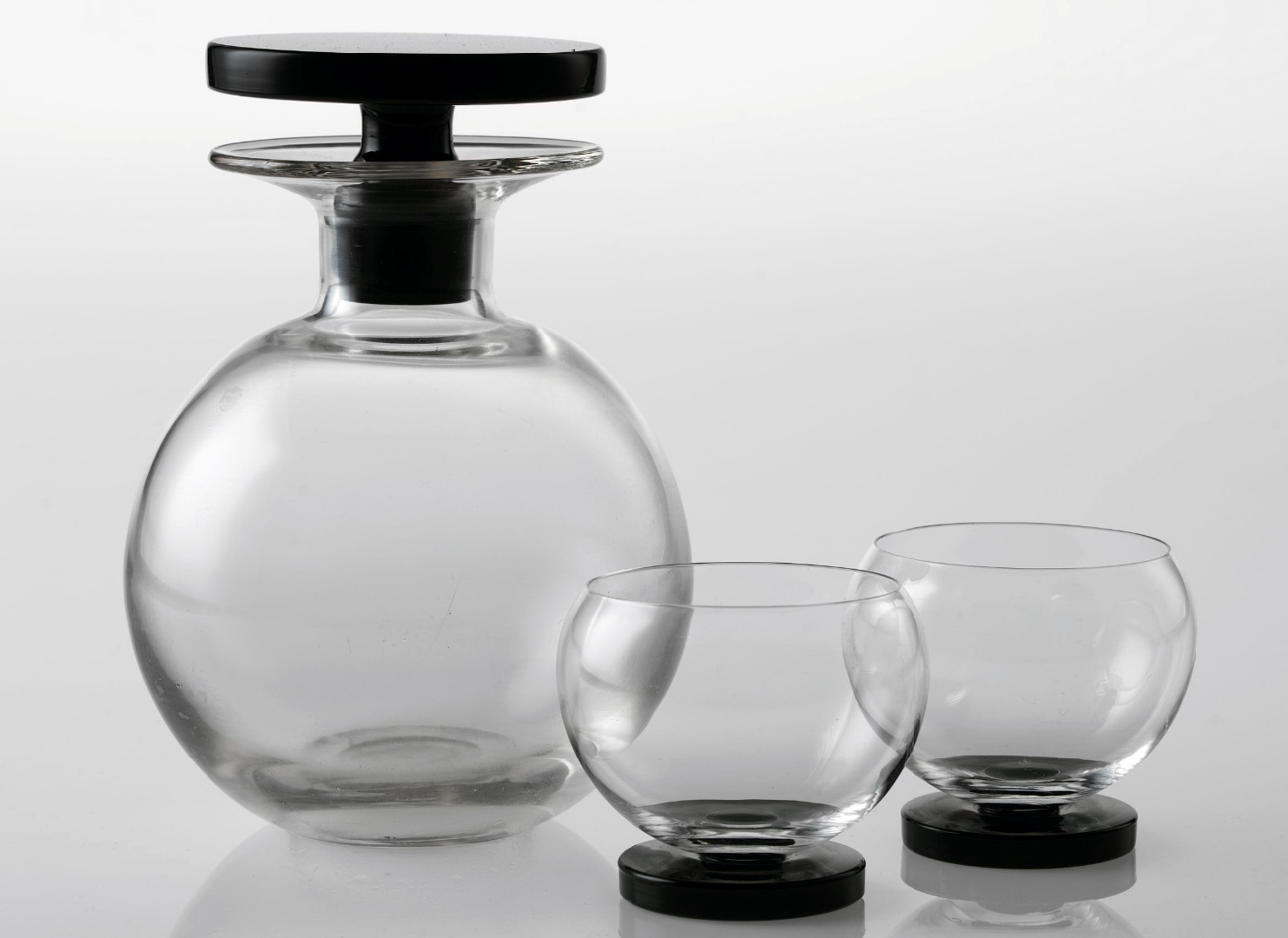
Glasservies "All Round" (1935), Nationaal Glasmuseum, Leerdam